# Liste der Naturdenkmale in Kieselbronn
| Naturdenkmale | Anzahl |
| ------------- | ------ |
| FND           | 0      |
| END           | 1      |
| Gesamt        | 1      |

Die Liste der Naturdenkmale in Kieselbronn nennt die verordneten Naturdenkmale (ND) der im baden-württembergischen Enzkreis liegenden Gemeinde Kieselbronn. In Kieselbronn gibt es insgesamt ein als Naturdenkmal geschütztes Objekt, es gibt kein flächenhaftes Naturdenkmal (FND), es handelt sich um ein Einzelgebilde-Naturdenkmal (END).
Stand: 1. November 2016.

## Einzelgebilde (END)
| Name                                                            | Bild | Kennung     | Einzelheiten | Position | Fläche Hektar | Datum        |
| --------------------------------------------------------------- | ---- | ----------- | ------------ | -------- | ------------- | ------------ |
| Vogel-Kirsche an der Kreisstraße von Pforzheim nach Kieselbronn | BW   | 82360310004 | Kieselbronn  | ⊙        | 0,0           | 5. Aug. 2011 |
| Legende für Naturdenkmal                                        |      |             |              |          |               |              |